# Галерија „Рисим”
Галерија „Рисим” се налази у Чачку, као спомен збирка уметника Богића Рисимовића Рисима, формирана је 1992. године. Галерија се користи поред сталне поставке Рисимових слика и за друге изложбе и уметничке садржаје, као други изложбени простор Уметничке галерије „Надежда Петровић”.
Уметникова породица је по његовој смрти граду Чачку поклонила 40 слика, неколико стотина цртежа, скица, илустрација, литерарну заоставштину и архивску грађу са намером да то, као целина, буде основа за легат у којем би Рисимова заоставштина била на прави начин обрађена и изложена јавности. Стручни послови чувања, заштите и излагања тако дефинисане збирке поверени су Уметничкој галерији „Надежда Петровић” која је у свом фонду већ поседовала 18 Рисимових слика.
За потребе чувања и излагања збирке град је реконструисао стару кућу у Господар Јовановој улици број 11. 